# Dobilas
Dobilas ist ein litauischer männlicher Vorname (abgeleitet von dobilas, Klee).

## Personen
- Dobilas Jonas Kirvelis (* 1940),  Biophysiker und Biokybernetiker, ehemaliger Politiker
- Dobilas Kurtinaitis (* 1958), Politiker